# Викстрём, Юхан Эмануэль
Юхан Эмануэль Викстрём (швед. Johan Emanuel Wikström; 1789—1856) — шведский ботаник.

## Биография
Юхан Эмануэль Викстрём родился 1 ноября 1789 года в городе Венерсборг в юго-западной Швеции в семье Юхана Викстрёма и Каролины Шарлотты Барман.
В 1806 году поступил на юридическое отделение Уппсальского университета. Затем Викстрём несколько лет работал в местном суде, после чего решил продолжить обучение и в 1815 году окончил Уппсальский университет со степенью по медицине. С 1817 года Юхан Эмануэль — доктор медицины. С 1818 года (после смерти Улофа Сварца) до своей смерти в 1856 году Викстрём преподавал ботанику в Бергианском ботаническом саду Стокгольмского университета, был директором Стокгольмского ботанического музея. С 1821 по 1842 Викстрём также преподавал в Стокгольмской гимназии. В 1823 году получил звание профессора.
4 мая 1856 года Юхан Викстрём скончался.
В 1820 году Викстрём был избран членом Шведской королевской академии наук, в 1821 году — членом Шведской королевской академии сельского хозяйства.

## Некоторые научные работы
- Wikström, J.E. (1817). Dissertatio de Daphne. 54 p.
- Wikström, J.E. (1818). Granskning af de till Thymelaearum växtordning hörande slägten och arter. Sv. Vet.-Akad. Handl. 39: 263—355.
- Wikström, J.E. (1831). Conspectus literaturae botanicae in Suecia. 341 p.
- Wikström, J.E. (1839—1840). Sctockholms flora. 4 pt.

## Роды растений, названные в честь Ю. Э. Викстрёма
- Wikstroemia Schrad., 1821, nom. rej. [syn.  Gordonia J.Ellis, 1771, nom. cons.]
- Wikstroemia Spreng., 1821, nom. illeg. [syn.  Critonia P.Browne, 1756]
- Wikstroemia Endl., 1833, nom. cons.